# Oscarsgalan 1934
Oscarsgalan 1934 som hölls 16 mars 1934 var den 6:e upplagan av Oscarsgalan där det prestigefyllda amerikanska filmpriset Oscar delades ut till filmer som kom ut mellan 1 augusti 1932 och 31 december 1933. Det var sista gången som nomineringsperioden sträckte sig över två olika kalenderår, därav den långa tiden på ett och ett halvt år.

## Vinnare och nominerade
Vinnarna listas i fetstil.
| Enastående produktion | Bästa regi |
| --- | --- |
| - Cavalcade (Fox) - 42:a gatan (Warner Bros.) - Farväl till vapnen (Paramount) - Jag är en förrymd kedjefånge (Warner Bros.) - Lady för en dag (Columbia) - Unga kvinnor (RKO Radio) - Kvinnorna kring kungen (London Films) - Lady Lou (Paramount) - En gång i livet... (MGM) - Lyckans karusell (Fox) | - Frank Lloyd – Cavalcade - Frank Capra – Lady för en dag - George Cukor – Unga kvinnor |
| Bästa manliga huvudroll | Bästa kvinnliga huvudroll |
| - Charles Laughton – Kvinnorna kring kungen - Leslie Howard – Gengångaren på Berkeley Square - Paul Muni – Jag är en förrymd kedjefånge | - Katharine Hepburn – Morning Glory - May Robson – Lady för en dag - Diana Wynyard – Cavalcade |
| Bästa berättelse | Bästa manus efter förlaga |
| - Hongkong - San Francisco – Robert Lord - Det segrande könet – Frances Marion - Rasputin och kejsarinnan – Charles MacArthur | - Unga kvinnor – Victor Heerman och Sarah Y. Mason - Lady för en dag – Robert Riskin - Lyckans karusell – Paul Green och Sonya Levien |
| Bästa foto | Bästa scenografi |
| - Farväl till vapnen – Charles Lang - Vi mötas i Wien – George J. Folsey - I korsets tecken – Karl Struss | - Cavalcade – William S. Darling och Fredric Hope - Farväl till vapnen – Hans Dreier och Roland Anderson - När kvinnor älska – Cedric Gibbons |
| Bästa ljudinspelning | Bästa regiassistent |
| - Farväl till vapnen – Franklin Hansen - 42:a gatan – Nathan Levinson - Gold Diggers 1934 – Nathan Levinson - Jag är en förrymd kedjefånge – Nathan Levinson | - Charles Barton (Paramount) - Scott Beal (Universal) - Charles Dorian (MGM) - Fred Fox (United Artists) - Gordon Hollingshead (Warner Bros.) - Dewey Starkey (RKO Radio) - William Tummel (Fox) - Al Alleborn (Warner Bros.) - Sid Brod (Paramount) - Orville O. Dull (MGM) - Percy Ikerd (Fox) - Arthur Jacobson (Paramount) - Edward Killy (RKO Radio) - Joseph A. McDonough (Universal) - William J. Reiter (Universal) - Frank Shaw (Warner Bros.) - Ben Silvey (United Artists) - John S. Waters (MGM) |
| Bästa kortfilm (Komedi) | Bästa kortfilm (Nymodighet) |
| - So This Is Harris! – Louis Brock - Mister Mugg – Warren Doane - A Preferred List – Louis Brock | - Krakatoa – Joe Rock - Menu – Pete Smith - Morze (Educational) |
| Bästa animerade kortfilm | |
| - Tre små grisar – Walt Disney - Uppåt väggarna – Walt Disney - The Merry Old Soul – Walter Lantz | |

### Filmer med flera nomineringar
- 4 nomineringar: Cavalcade, Farväl till vapnen och Lady för en dag
- 3 nomineringar: Jag är en förrymd kedjefånge och Unga kvinnor
- 2 nomineringar: 42:a gatan , Kvinnorna kring kungen och Lyckans karusell

### Filmer med flera priser
- 3 priser: Cavalcade
- 2 priser: Farväl till vapnen